# Coat
Coat – osada w Anglii, w hrabstwie ceremonialnym Somerset, w dystrykcie (unitary authority) Somerset, w civil parish Martock. Leży 23 km od miasta Taunton. W 1870-72 osada liczyła 175 mieszkańców.